# 영동 중화사 목조여래좌상 및 목조보살좌상
영동 중화사 목조여래좌상 및 목조보살좌상(永同 重華寺 木造如來坐像 및 木造菩薩坐像)은 충청북도 영동군 영동읍, 중화사에 있던 조선시대의 불상이다.
2008년 4월 11일 충청북도의 유형문화재 제288호로 지정되었으나,  2013년 7월 10일 화재로 인하여 전소됨에 따라 2013년 9월 13일 해제되었다.

## 개요
목조여래좌상과 목조보살좌상은 조성연대를 알려 주는 복장(腹藏) 묵기(墨記)가 있어 절대연대가 확실하며 개금(改金)의 과정과 본래의 소속 사원 등과 같은 연혁이 확실하여 동시기의 불상 제작편년을 연구하는데 중요한 자료가 될 것으로 여겨진다.
《범우고(梵宇攷)》, 《가람고(伽籃攷)》, 《태고사법(太古寺法)》, 《여지도서(與地圖書)》 등의 기록이 전하여 존상의 형태가 완전한 것은 물론 각 부의 조각양식이 정제되어 있어 17세기 불상 양식을 규명할 수 있는 작품이다.

## 화재 발생
2013년 7월 10일 오후 4시 47분경 발생한 화재로 대웅전이 소실되었다. 이 화재로 불전 안에 있던 충청북도 유형문화재 제288호인 목조여래좌상 등 2점의 목불과 탱화도 소실되었다.

## 같이 보기
- 영동 중화사 대웅전

## 참고 자료
- 영동 중화사 목조여래좌상 및 목조보살좌상 - 국가유산청 국가유산포털